# Miombo
Miombo skovområde er et biom med  tropiske og subtropiske græsarealer, savanner og buskadser Biom i WWF Verdensnaturfondens system) beliggende i det centrale og sydlige tropiske Afrika. Det omfatter tre skovsavanne- økoregioner (se nedenfor) karakteriseret ved en dominerende tilstedeværelse af træarterne  Brachystegia og Julbernardia og har klimaer, der spænder fra fugtigt til halvtørt, og tropisk til subtropisk eller endda tempereret. Træerne er løvfældende  i en kort periode i tørtiden for at reducere vandtabet og sætter nye blade lige før begyndelsen af den regntiden med rige guld- og røde farver, der skjuler det underliggende klorofyl, og minder om efterårsfarver i tempereret zone.
Miombo-skovområderne strækker sig over hele det sydlige centrale Afrika,  fra Angola i vest til Tanzania i øst, herunder dele af Den Demokratiske Republik Congo, Malawi, Mozambique, Zambia og Zimbabwe. De afgrænses mod nord af de fugtige congolesiske regnskove, mod nordøst af Acacia-Commiphora bushland, og mod syd af halvtørre skove, græsarealer og savanner.
Skovens navn kommer  fra miombo (flertal, ental muombo), bemba-ordet for Brachystegia- arter. Andre bantusprog i regionen, såsom swahili og shona, har beslægtede om ikke identiske ord, såsom swahili miyombo (ental myombo). Skovene er domineret af træer af underfamilien Detarioideae, især miombo (Brachystegia), Julbernardia og Isoberlinia, som sjældent findes uden for miombo skove.
Miomboskovenes klassifikation som tørre eller våde, er baseret på den årlige mængde og fordeling af nedbør. Tørre skove forekommer i de områder, der modtager under 1.000 mm årlig nedbør, mest i Zimbabwe, det centrale Tanzania, det østlige og sydlige Mozambique, Malawi og det sydlige Zambia. Våde skove er dem, der modtager over 1.000 mm årlig nedbør, og er hovedsageligt beliggende i det nordlige Zambia, det østlige Angola, det centrale Malawi og det vestlige Tanzania. Våd miombo har generelt en højere krone, 15 meter eller højere,  60% eller mere bunddække, og større artsdiversitet end tør miombo.

## Økoregioner
Der er tre økoregioner indnfor typen.
- Angolanske våde miombo skove – Angola
- Central zambezianske våde miomboskove – Angola, Burundi, Den Demokratiske Republik Congo, Malawi, Tanzania og Zambia
- Tørre miombo-skovområder – det sydøstlige Angola, Malawi, Mozambique, det centrale og sydlige Tanzania, Zambia og Zimbabwe. Økoregionen tørre miombo-skovområder omfatter de østlige miombo-skovområder og de sydlige miombo-skovområder, som tidligere var undtaget af World Wide Fund for Nature.[5]

## Flora og fauna
På trods af den relativt næringsfattige jord, den lange tørtid og den lave nedbør i nogle områder, er skoven hjemsted for mange arter, herunder flere endemiske fuglearter. Det fremherskende træ er miombo (Brachystegia spp.). Den giver også mad og dække til pattedyr som den afrikanske elefant (Loxodonta africana), hyænehund (Lycaon pictus), sabelantilope (Hippotragus niger) og koantilopen Lichtensteins (Sigmoceros lichtensteinii).

## Mennesker
Miombo-skovene er vigtige til at brødføde landbefolkningen, som er afhængige af de ressourcer, der er tilgængelige fra skoven, f.eks. frugt, honning, foder til husdyr og brænde til forskellige  bantu-folk, såsom Bemba, Lozi, Yao, Luvale, Shona og Luba-folkene .